# Frédéric François (journaliste)
Pour les articles homonymes, voir Frédéric François (homonymie) et François.
Vous pouvez aider à l'améliorer ou bien discuter des problèmes sur sa page de discussion.
- Il ne cite pas suffisamment ses sources. Vous pouvez indiquer les passages à sourcer avec {{référence nécessaire}} ou {{Référence souhaitée}}, et inclure les références utiles en les liant aux notes de bas de page. (Marqué depuis septembre 2012)
- Certaines informations devraient être mieux reliées aux sources mentionnées dans la bibliographie ou les liens externes. Améliorez sa vérifiabilité en les associant par des références. (Marqué depuis novembre 2017)
- Sa forme n’est pas encyclopédique et ressemble trop à un curriculum vitæ. Modifiez le texte pour aider à le transformer en article neutre. (Marqué depuis novembre 2017)

- Archive Wikiwix
- Bing
- Cairn
- DuckDuckGo
- E. Universalis
- Gallica
- Google
- G. Books
- G. News
- G. Scholar
- Persée
- Qwant
- (zh) Baidu
- (ru) Yandex
- (wd) trouver des œuvres sur Wikidata

Andre  François, né le 22 octobre 1932 à Jette et mort le 27 novembre 2017, est un journaliste et homme politique belge.

## Biographie

À Gbadolite, avec Mobutu et Guy Polspoel en 1992.

## Carrière politique
- sénateur provincial de Liège (1974-1977; 1981-1987)
  - membre du Conseil régional wallon provisoire (1974-1977)
  - membre du Conseil régional wallon (1980-1981)
- député de l'arrondissement de Huy-Waremme (1977-1981)

## Prix et distinctions
- Prix Rotiers en 1956
- Chevalier de l’Ordre de Léopold en 1981
- Prix Léon Thoorens en 1992
- Antenne de Cristal en 1992

## Œuvres
- PSC, être ou disparaitre, Labor, 1998,  (ISBN 2-8040-1355-3)
- Le journalisme dérangeant, Luc Pire, 2006,  (ISBN 2-87415-707-4)

## Textes et préfaces
- Préface à Secret d’État. Le Livre Noir des Belges Zairanisées, de Vincent Delannoy et Olivier Willocx, Éditions Le Cri, 2007,  (ISBN 978-2-87106-450-3)
- « Témoignages. Pour RTBF au Congo » dans Du Congo belge à la République du Congo,Peter Lang, Bruxelles 2012, p. 253-262  (ISBN 9783035261820)

### Articles sur Frédéric François
- Ramuntcho, « Parisiana », Journal de Charleroi,‎ 8 février 1968
- Pierre Georges, « Cent mille visage eu un… Frédéric François ou l’homme, quand il tente d’oublier le métier ! », Télé Pro,‎ juillet 1968
- « Portrait Frédéric François », La Relève,‎ février 1970, p. 4
- A. Verrars, « Portrait. Freddy devenu Frédéric », Nord Éclair,‎ aout 1971
- Jacques Chaumont, « Frédéric François et les hommes politiques. L’intervieweur interviewé », dossier en couverture, 29 octobre 1970, p. 2-3,7
- « Frédéric François : Le maître à danser », dossier en couverture, 18 novembre 1971, p. 4-9
- Pol Vandromme, « Frédéric François et l’art de l’interview », Le Rappel, 1er septembre 1972
- Frédéric Kiesel, « Occupe-toi d’Amélie » … et de l’intervieweur », La Cité, 1er septembre 1972
- F. Monheim, « Frédéric François, le cinquième pouvoir », dossier en couverture, 1er mars 1973, p. 18-27
- « Après L’an pire, la restauration », Pan, 10 avril 1985, p. 1,3
- Henry Lemaire, « Auberge des Maïers », Tendances, 27 septembre 1985, p. 235
- Gabrièle Lefèvre, Jean-François Dumont et Jos Schoonbroodt, « Frédéric François, le « gamin » de « la Cité » en 1950 », La Cité,‎ du 31 décembre 1987 au 1er janvier 1988, p. 5
- Frédérique Piron, « Antenne de Cristal à un journaliste de la RTBF. Pour Frédéric François, ni couronnement, ni bilan : « Le journalisme, c’est ma vie », Le Peuple, 24 avril 1992, p. 4
- Eric de Bellefroid, « La « retraite forcée » d’un journaliste d’exception », La Libre Belgique, 29 octobre 1997, p. 1,3
- « Autopsie Frédéric François », Pan, 30 octobre 1997, p. 3
- Colette Braeckman, « L’infatigable « Monsieur François », Le Soir, du 31 octobre au 2 novembre 1997, p. 18
- « La fête à Fred », Télémoustique, 5 novembre 1997, p. 10
- Bernard Meeus, « Freddy François : parti, mais pas en retraite », Le Soir Illustré, 12 novembre 1997, p. 18-19
- ADI, « Du Congo… au Congo par Frédéric François », La Nouvelle Gazette, 26 janvier 1998
- Eric de Bellefroid, « Frédéric François, journaliste télé objectif », La Libre Belgique, 31 octobre 1998, p. 23
- Jacob Delporte, « Le journaliste Frédéric François signe un livre brûlot : « Le PSC, être ou disparaître », Télépro, du 3 au 9 octobre 1998, p. 6
- Frédérique Piron, « L’invité du lundi : Frédéric François, à propos de son livre sur le Parti social-chrétien », Le Matin, 16 novembre 1998, p. 13
- Martine Pauwels, « Frédéric François, son portrait, son univers médiatique », Mémoire à ULB, Faculté de Philosophie et Lettres, Section Communication, Information et Journalisme, Professeur Jean Puissant, Cour de Méthodes bibliographiques et documentaires, Année académique 1999-2000, Première session
- Isabelle Blondiaux, Une dernière forte en fête, La Dernière Heure, 26 avril 2001, p. 31
- Viviane Bourdon, « Frédéric François : reporter tous risques », Télépro du 17 au 17 octobre 2003, p. 17-18
- Bonne Feuilles, « Frédéric François, un journaliste dérangeant », La Libre Belgique, 30 octobre 2006, p. 20-21
- Frédéric Seront, « Ce livre aurait pu s’appeler L’emmerdeur », La Dernière Heure, 31 octobre 2006, p. 36
- Jean-François Lauwens, « Frédéric François en liberté », Le Soir, 31 octobre et 1er novembre 2006, p. 41
- André-Marie Paquet, « Frédéric François : l’enthousiasme intact », Télékila, 7 avril 2007, p. 22-23
- Laurence Dumonceau, « Neuf Brabançons méritants mis en avant », Vers L’Avenir, 21 septembre 2009
- Interview dans le document polonais There was a solidarity in my life (« Była w moim życiu solidarność »), film de Paweł Zbierski et Milena Misztal, 2011
- Interview dans le document belge - RTBF « Ce jour la… 24/11/1964 : Les paras sautent sur Stanleville », Rtbf la une 2011